# Unilever
Unilever è una multinazionale britannica di beni di consumo titolare di 400 marchi tra i più diffusi nel campo dell'alimentazione, bevande, prodotti per l'igiene e per la casa. Ha sede a Londra.

## Storia
Unilever nasce nel settembre 1929 dalla fusione di due società, la britannica fratelli Lever e l'olandese Margarine Unie.
Gli anni trascorsi tra il 1930 e i giorni nostri hanno visto questa azienda protagonista di un'ascesa e un'espansione che l'hanno resa una tra le multinazionali più potenti sul mercato. Oggi Unilever può contare su un ventaglio di marche sia global sia local, molte delle quali dominanti nei loro settori di vendita. È presente in 90 paesi con 200 filiali e si presenta come il gruppo più importante nel settore dei beni di largo consumo. Grazie a un giro d'affari annuali stimato in circa 50 miliardi di euro e la presenza in oltre 40 nazioni, Unilever è inoltre il leader mondiale per quote di mercato nel settore dei gelati, davanti a Froneri (Nestlé-R&R). Caratteristica della divisione gelati di Unilever è il logo a forma di cuore adoperato a partire dal 1998 come riconoscimento per i suoi vari marchi nel settore in tutto il mondo, tranne per i marchi detenuti nel mercato degli USA; per questo motivo il comparto gelati di Unilever viene generalmente nominato Heartbrand. I vari prodotti del ramo (quali Carte D'Or, Cornetto, Magnum, Solero, Twister, Viennetta e altri) vengono quindi commercializzati da Unilever a livello internazionale con lo stesso logo Heartbrand sotto i differenti marchi adoperati a seconda della nazione. Nel 2018 Unilever, cominciando dalla Thailandia (dove è presente con il marchio Wall's), ha introdotto sul mercato un nuovo prodotto che dovrebbe essere successivamente lanciato anche nel resto dei Paesi in cui opera, l'UniCornetto. Nel 2019 ha stretto un accordo di partnership con Ferrero per la produzione e commercializzazione nei mercati internazionali di gelati a marchio Kinder, partnership terminata nel 2021 con la produzione autonoma di Ferrero dei propri gelati. Il turnover (fatturato complessivo di Gruppo) di Unilever nel 2018 è stato pari a € 49,6 miliardi; l'utile netto è stato di € 9,8 miliardi.
Il 29 novembre 2020 il gruppo Unilever è diventato una società interamente britannica.
A marzo 2024, viene annunciato lo scorporo della business unit relativa ai gelati (Heartbrand, Ben & Jerry's...) da Unilever, la quale diverrà distaccata dalla multinazionale britannica e contestualmente viene annunciato il licenziamento di 7500 dipendenti.

### In Italia
Nel 1963 Unilever forma in Italia una joint venture con Nestlé per la commercializzazione sul mercato italiano dei prodotti a marchio Findus, marchio di origine svedese che la multinazionale svizzera aveva rilevato l'anno precedente; Unilever rileverà il pieno controllo del marchio nel 1985. Nel 1964 Unilever rileva da Alfred Wiesner la Algida, una fabbrica artigianale di gelati romana. Nel 1976 Unilever compra dalla gelateria artigianale napoletana Spica il brevetto per la commercializzazione del Cornetto, e ne inizia la sua produzione su scala industriale. Nel 1967 Unilever rileva da Bastogi anche la Toseroni, altra industria di gelati romana, e ne cambia la denominazione in Eldorado; il marchio scomparirà nel 1998, e i suoi prodotti ancora presenti sul mercato verranno da quel momento in poi commercializzati con il marchio Algida. Nel 1977 Unilever rileva da SME la divisione francese di Unidal, società messa in liquidazione, e la sua controllata Motta France con il relativo marchio operante nel ramo del freddo Glaces Motta; nel 1994, dopo l'acquisizione da parte di Unilever della società Ortiz-Miko, il marchio Motta è stato incorporato nella COGESAL, società capogruppo della divisione surgelati in Francia di Unilever, e sostituito dal marchio Miko come principale marchio operativo della stessa nel segmento gelati sul mercato francese. Il 21 luglio 2008 viene annunciata la cessione dei marchi Bertolli, Maya, Dante e San Giorgio alla società spagnola Grupo SOS. Nel maggio 2014 Unilever ha ceduto anche le attività a marchio Bertolli relative a sughi e salse di pomodoro al gruppo alimentare giapponese Mizkan.
Il 19 luglio 2010 viene annunciata la cessione alla multinazionale britannica Bird's Eye Iglo del marchio Findus in Italia.
Nel 2011 viene invece ceduto a Valsoia il marchio Santa Rosa.
A ottobre 2015 acquista la società italiana Grom. Nel giugno 2018 rileva il 75% di Equilibra, società torinese che commercializza prodotti dedicati alla cura della persona e al benessere con i marchi Aloe, Karité, Argani; la gestione resterà alla famiglia Bianco.

## Contenziosi
Unilever ha ricevuto critiche per avere delle filiali in Stati con regimi oppressivi, come l'Egitto e Turchia. Nel 1988 in Sudafrica avvenne uno sciopero per il salario minimo nella fabbrica Elida Gibbs, ma la direzione ottenne dalla Corte Suprema un ordine che impediva ai membri del sindacato dei lavoratori di interferire con la produzione e la distribuzione delle merci. Unilever possiede una vasta fabbrica di tè in Turchia orientale, la cui popolazione, in larga parte curda, è stata espulsa secondo uno schema di sviluppo deciso dal governo. Nel 1990 ebbe una multa di 5 000 sterline per il rilascio dalla fabbrica di Warrington in Gran Bretagna di 50 tonnellate di acido solforico concentrato, e il registro dell'Autorità Nazionale dei Fiumi riporta che nei primi mesi del 1991 la compagnia ha superato tre o più volte il limite di scarico consentito. Nel dicembre del 2007 l'azienda ha licenziato 1 000 lavoratori della provincia di Cagliari, che hanno risposto con manifestazioni e cortei. Gli operai sostenevano che le motivazioni fossero insufficienti, a fronte di forti incrementi di produttività (sforzi certificati e premiati in ambito internazionale) concretizzati senza innalzare i costi.
Unilever è stata accusata nel 2008 da Greenpeace per avere contribuito alla deforestazione della foresta pluviale indonesiana acquistando olio di palma da fornitori che non si occuperebbero di salvaguardare l'ambiente. L'azienda ha risposto rivelando i suoi obiettivi di acquisto di olio di palma da fornitori certificati entro il 2015 (qui un comunicato stampa in cui viene sostenuto che l'olio di palma impiegato dalla multinazionale in Europa sarebbe stato reso tracciabile entro la fine del 2014 al 100% e certificato come sostenibile).
In un successivo documento del 2016, riguardante la propria politica nei confronti dell'olio di palma, l'azienda rende noto che il 30% dell'olio di palma usato nel 2016 era proveniente da fonti fisicamente certificate, impegnandosi a raggiungere il 100% per fine 2019.
In India la filiale di Unilever Hindustan Lever è stata accusata di inquinamento ambientale in una zona protetta del Sud del paese per avere abusivamente scaricato scarti tossici di mercurio derivanti dalla produzione di termometri.
Altre critiche riguardano i salari e le condizioni di lavoro in India (una ragione per cui è boicottata) e l'utilizzo di animali negli esperimenti, contro cui associazioni animaliste come Animal Aid si sono battute. Nel febbraio 1992 fu lanciato dalla Mid Somerset Earth First! un boicottaggio della multinazionale e dei suoi prodotti dietetici integrali.

## Alcuni marchi Unilever più diffusi

### Bevande
- Lipton
- Tè Ati
- Infusi Montania

### Gelati (Divisione Heartbrand)
- Algida (Italia, Albania, Bosnia ed Erzegovina, Bulgaria, Croazia, Cipro, Grecia, Kazakistan, Kosovo, Macedonia del Nord, Malta, Polonia, Repubblica Ceca, Romania, Russia, Serbia, Slovacchia, Slovenia, Turchia, Ungheria)
- Eskimo (Austria, Croazia, Norvegia, Slovenia)
- Frigo (Spagna)
- Grom
- GB Glace (Svezia, Norvegia)
- Glidat Strauss (Israele, USA)
- Good Humour (Canada, USA)
- HB (Irlanda, Irlanda del Nord)
- Helados La Fuente (Colombia)
- Holanda (Messico)
- Ingman (Estonia, Finlandia, Lettonia, Lituania)
- Inmarko (Kazakistan, Russia)
- Kibon (Brasile)
- Kwaliti Wall's (Bhutan, Brunei, India, Nepal, Sri Lanka)
- Langnese (Germania)
- Lusso (Svizzera)
- Miko (Francia, Egitto, Marocco)
- Napoca (Romania)
- Ola (Belgio, Olanda, Lussemburgo, Sudafrica)
- Olà (Capo Verde, Macao, Portogallo)
- Selecta (Comore, Filippine, Tanzania)
- Streets (Australia, Nuova Zelanda)
- Swedish Glace (Gran Bretagna, Irlanda)
- Tio Rico (Venezuela)
- Tofuline (Finlandia, Svezia)
- Wall's (Cambogia, Cina, Gran Bretagna, Hong Kong, Indonesia, Laos, Malaysia, Pakistan, Singapore, Thailandia, Vietnam)
- Wall's HB (Irlanda del Nord)

### Gelati (Nord America)
- Ben & Jerry's (USA)
- Breyer's (USA)
- Klondike (USA)
- Popsicle (USA)
- Talenti (USA)

### Gelati (marchi scomparsi)
- Eldorado (Italia 1967-1998)
- Glaces Motta (Francia 1977-1994)

### Condimenti
- Bertolli ceduto il business dell'olio d'oliva nel 2008
- Hellmann's e Best Foods
- Calvé
- Gradina (Margarina)
- Foglia d'oro (Margarina)
- Blue Band
- Becel
- Flora
- Marmite

### Cibi pronti
- Knorr
- Pfanni
- Pot Noodle

### Surgelati
- Findus ceduta per 805 milioni di euro nell'estate 2010 alla multinazionale Birds Eye Igloo

### Alimenti dietetici
- Slim Fast
- Equilibra

### Prodotti a base di latte
- Milkana ceduto nel 2003 al gruppo francese Savencia Fromage & Dairy
- Crème Cuisine (ex marchio Gradina)

### Detersivi
- Cif
- Omo
- All
- Coccolino
- Lysoform
- Svelto
- Surf
- Ciok
- Domestos

### Igiene personale
- Axe
- Badedas
- Dermalogica
- Rexona
- Brisk
- Dimension by Lux
- Glysolid
- Origins
- Impulse
- Dove
- Lux
- Clear
- Atkinson
- Mentadent
- Pepsodent
- Gibbs
- Timotei
- Signal
- Sunsilk
- Zendium
- REGENERATE Enamel Science

### Profumi
- 1881 Cerruti
- Brut
- Fabergé

### Cosmesi
- Cutex
- Fissan
- Vaseline
- TIGI
- Brylcreem
- Paula's Choice

### Chimica
- Athea

## Azionariato
Al 21-02-2020: Unilever Plc (UK) Unilever NV (NL) 
- The Unilever Group 6,33%
- Wellington Management Co. LLP 4,28%
- Norges Bank Investment Management 3,13%
- The Vanguard Group, Inc. 2.90%
- Fidelity Management & Research Co. 1,71%
- Blackrock Fund Advisors 1,50%
- DWS Investment Gmbh 1,24%
- Flossbach von Storch AG 1,17%
- Amundi Asset Management SA 1,09%
- BlackRock Advisors UK Ltd. 0,95%